# Sidi Khaled (Sid Bel Abbés)
Sidi Khaled (em árabe: ﺳﻴﺪي ﺑﻠﻌﺒﺎس) é uma comuna localizada na província de Sidi Bel Abbès, Argélia. Segundo o censo de 2008, a população total da cidade era de 7 167 habitantes.